# NGC 7728
NGC 7728 ist eine Elliptische Galaxie vom Hubble-Typ E2 im Sternbild Pegasus am Nordsternhimmel. Sie ist schätzungsweise 428 Millionen Lichtjahre von der Milchstraße entfernt und hat einen Durchmesser von etwa 125.000 Lichtjahren.
Im selben Himmelsareal befinden sich u. a. die Galaxien NGC 7720, NGC 7726, IC 5341, IC 5342.
Das Objekt wurde am 16. Februar 1862 von Heinrich Louis d’Arrest entdeckt.